# Protium glabrum
Protium glabrum är en tvåhjärtbladig växtart som först beskrevs av Joseph Nelson Rose, och fick sitt nu gällande namn av Adolf Engler. Protium glabrum ingår i släktet Protium och familjen Burseraceae. Inga underarter finns listade i Catalogue of Life.